# Émetteur d'Hautvillers

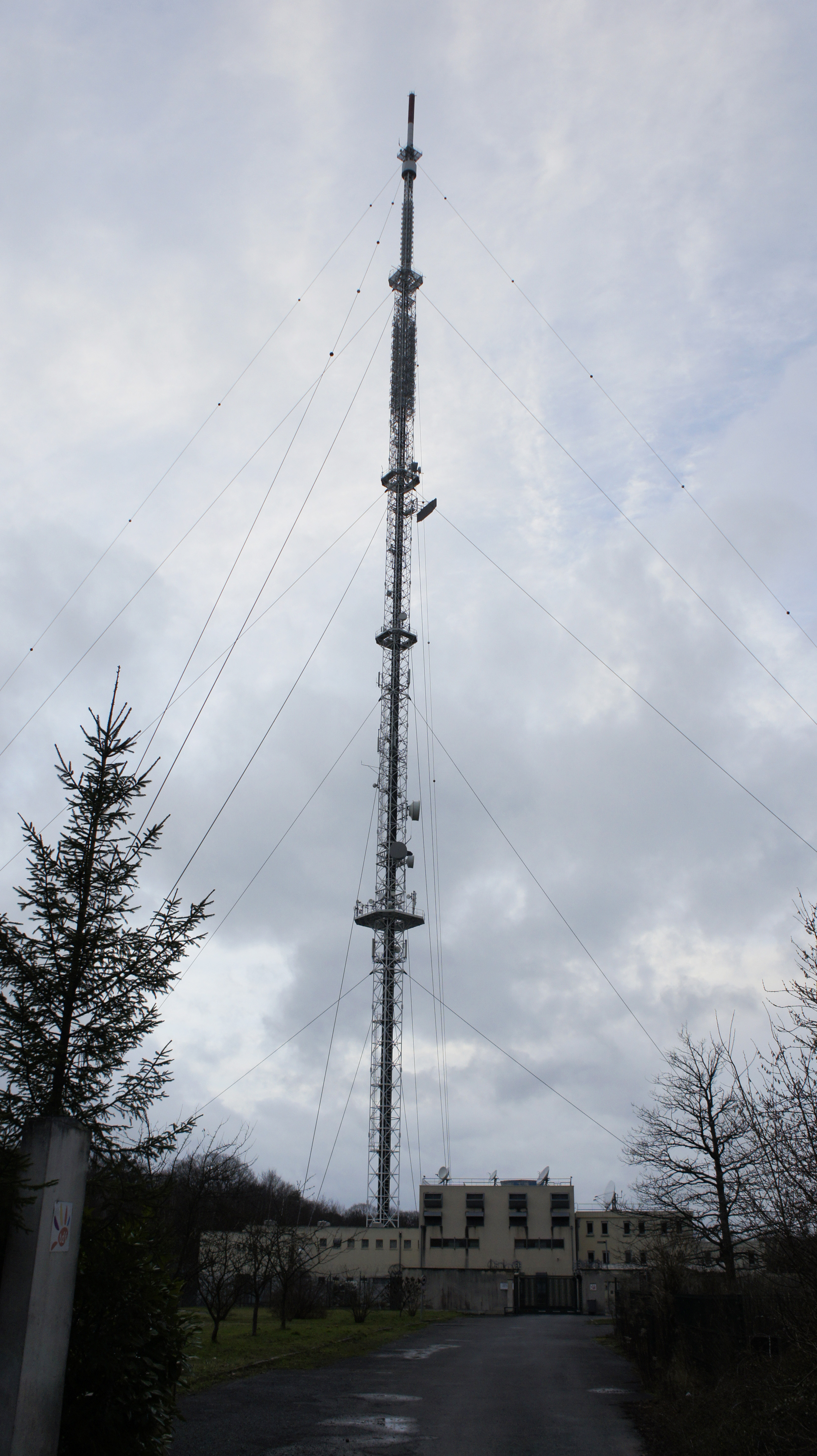
Site de diffusion situé à Hautvillers.

L'émetteur d'Hautvillers est un équipement de diffusion des signaux de télévision et de radio sur les bandes ultracourtes, situé à Hautvillers, dans le département de la Marne, à proximité d'Épernay et au sud de Reims. Mis en service en 1958, l'émetteur bénéficie des reliefs de la montagne de Reims : il est situé à 265 mètres d'altitude, et équipé d'un pylône de 245 mètres de haut. Il est exploité par TDF.
L'émetteur est également équipé de relais pour la téléphonie mobile et transmet des données par faisceau hertzien, électromagnétisme (EM) et radiocommunications mobiles privées (PMR).
À sa mise en service le 23 décembre 1958, l'émetteur TV délivre une puissance crête-image de 10 kW.

## Télévision

### Diffusion analogique
Jusqu'au 28 septembre 2010, l'émetteur diffusait les chaînes analogiques :
| Chaîne                     | Puissance (PAR) | Canal | Gamme d'ondes | Polarisation |
| -------------------------- | --------------- | ----- | ------------- | ------------ |
| TF1                        | 400 kW          | 43    | UHF           | Horizontale  |
| France 2                   | 400 kW          | 46    | UHF           | Horizontale  |
| France 3 Champagne-Ardenne | 400 kW          | 40    | UHF           | Horizontale  |
| Canal+                     | 80 kW           | 9     | VHF           | Verticale    |
| France 5 / Arte            | 25 kW           | 53    | UHF           | Horizontale  |
| M6                         | 25 kW           | 56    | UHF           | Horizontale  |

### Diffusion numérique[2]
| Multiplex | Chaînes comprises                                                     | Diffuseur | Canal | Puissance (PAR) |
| --------- | --------------------------------------------------------------------- | --------- | ----- | --------------- |
| R1        | France 2, France 3 Champagne-Ardenne, France 4, France Info           | TDF       | 29H   | 79 kW           |
| R2        | Gulli, BFM TV, CNews, CStar, T18, Novo 19 (à partir du 1er septembre) | TDF       | 36H   | 79 kW           |
| R4        | France 5, M6, Arte, W9, 6ter, Paris Première                          | TDF       | 46H   | 79 kW           |
| R6        | TF1, LCP, TMC, TFX, LCI                                               | TDF       | 45H   | 79 kW           |
| R7        | TF1 Séries Films, L'Équipe, RMC Story, RMC Découverte, Chérie 25      | TDF       | 40H   | 79 kW           |

## Radios
L'émetteur d'Hautvillers diffuse les radios publiques hormis France Bleu Champagne-Ardenne sur une large partie de la Marne ainsi que quelques radios privées et France Bleu Champagne-Ardenne pour couvrir Épernay.
| Fréquence | Radio                         | Catégorie      | Puissance |
| --------- | ----------------------------- | -------------- | --------- |
| 88.3      | Jazz Radio                    | D              | 500 W     |
| 89.2      | France Musique                | Radio publique | 150 kW    |
| 96.8      | France Inter                  | Radio publique | 150 kW    |
| 98.1      | Contact FM Marne              | B              | 500 W     |
| 98.8      | France Culture                | Radio publique | 150 kW    |
| 101.4     | Champagne FM                  | B              | 1 kW      |
| 103.4     | France Bleu Champagne-Ardenne | Radio publique | 1 kW      |
| 105.5     | France Info                   | Radio publique | 40 kW     |

## Téléphonie
Les principaux opérateurs français sont présents :

les opérateurs Bouygues Telecom, SFR et Orange ont des relais 2G, 3G et 4G.

L'opérateur Free a des relais 3G, 4G et 5G.

## Autres réseaux
TDF, Bouygues Telecom, SFR et Free transmettent leurs données par faisceau hertzien. La direction des routes (électromagnétisme) et EDF (COM TER) envoient eux aussi des données par le biais de la tour.

## Sources
- Emetteurs TNT dans la Marne sur le forum de tvnt.net
- Situation géographique du site sur cartoradio.fr
- Liste des radios d'Epernay sur annuaireradio.fr
- Liste des relais mobiles sur couverture-mobile.fr

## Photos du site
- Photos du site sur tvignaud.pagesperso-orange.fr
- Photos du site sur annuradio.fr